# ドラえもん のび太の宇宙小戦争
- ドラえもん > 大長編 > のび太の宇宙小戦争
- ドラえもん > 映画 > 大長編 > のび太の宇宙小戦争

『ドラえもん のび太の宇宙小戦争』（ドラえもん のびたのリトルスターウォーズ）は、藤子不二雄名義で連載された漫画作品（1984年7月連載開始）。藤本弘（のちの藤子・F・不二雄）による単独執筆作品。「大長編ドラえもんシリーズ」の第6作。
本項ではこの漫画および、漫画の連載中に制作が開始され、1985年3月16日に公開された同名の映画作品（長編映画第6作）について述べる（2022年に公開された2度目の映画化作品については『のび太の宇宙小戦争 2021』を参照）。
特記がある場合を除き、漫画の内容について述べる。

## 概要

### 連載漫画
「月刊コロコロコミック」1984年8月号から1985年1月号に連載された。全6回。計180頁（各回の扉含む）。
漫画『大長編ドラえもん』で唯一、連載時最終回の後半部分を袋とじにする趣向が用いられている。これは読者の結末への想像を膨らませ、注目させるのが狙いだった。
モチーフなど
本作のモチーフは『ガリヴァー旅行記』のリリパット国冒険譚。題名は1977年公開のアメリカ映画『スター・ウォーズ』をもじったものになっており、本作には同作へのオマージュ要素も盛り込まれている。藤本は、小さくなってドールハウスで生活する場面などの発想元として、1957年公開のSF映画『縮みゆく人間』（1956年の小説が原作）をあげている。
関連短編漫画
1978年に発表された『ドラえもん』の短編「天井うらの宇宙戦争」（初出時のエピソード名は「スペース・ウォーズゲームセット」。てんとう虫コミックス19巻収録）は、小さくなって宇宙人と戦う点等が本作と共通しており、本作の前身といえる。
その他
それまでの大長編漫画では「ドラえもん、のび太、しずか」「ジャイアン、スネ夫」というグループで行動することが多かったが、本作の後半では「ドラえもん、のび太、ジャイアン」「しずか、スネ夫」のグループで行動する場面が描かれている。
スネ夫が活躍する作品であり、特技であるラジコン操縦技術や改造技術が生かされた物語となっている。この特技は後作でも生かされている。

### 漫画（別冊コロコロ）
1985年3月1日に発売された『別冊コロコロコミックスペシャル』第3号に総集編が掲載された際に加筆・修正が行われ、全体の頁数は1頁増加し、計175頁（扉1頁を含む）の作品となった。

### 映画
1985年3月16日に公開された。キャッチコピーは「地球に不時着した小さな宇宙人パピ。ピリカ星を救え! いざドラたち5人の戦士は宇宙へ!!」。同時上映は『忍者ハットリくん+パーマン 忍者怪獣ジッポウVSミラクル卵』。
映画はドラえもん (1979年のテレビアニメ)のスタッフによって作られた。

### 漫画（単行本）
1985年10月に単行本（てんとう虫コミックス）が発売された際に2度目の加筆・修正が行われ、全体の頁数はさらに12頁増加し、計187頁（扉1頁を含む）の作品となった。

## あらすじ
※漫画（単行本版）を元に記述。
プラモを使ってミニチュア特撮ビデオを撮影していたスネ夫。ジャイアンとともにのび太も一緒に撮影に参加していたが、クシャミがきっかけでセットが壊れたことにより仲間はずれにされてしまう。ドラえもんの道具を使って対抗してビデオを撮ることにしたのび太は手伝いとして出木杉を誘おうとするが、スネ夫たちに先を越されてしまう。仕方なくしずかを誘うが、『宇宙戦争』を撮影したいというのび太の意向に反し、しずかの意向で人形を使ったメルヘン映画を撮ることになる。その最中、しずかが大切にしているうさぎのぬいぐるみがなくなってしまうが、日暮れの頃なぜかのび太の家の庭で見つかる。その夜、のび太の部屋にピリカ星から来たという親指ほどの小さな少年パピが現れる。大勢のともだちを見すててにげてきたのだというパピは、ロケットが地球に漂着し、しずかのうさぎのぬいぐるみに乗って来たのだという。翌日、しずかはパピの仮住まいにとドールハウスを持ってのび太の部屋を来訪するが、パピは沈んだ様子で帰らなくてはならない、自分には恐るべき敵ががいるから皆に迷惑がかかるからと語る。
一方で、映画の撮影に勤しむスネ夫たちの前に突然クジラのような形の宇宙戦艦が現れ、撮影用のプラモや舞台装置を熱線攻撃で破壊して去って行く。怒ったジャイアンとスネ夫はのび太の仕業だと決めつけてのび太の家に殴り込むが、事情を聴いたパピはその戦艦の正体が反乱者ギルモア将軍の手に落ちたピリカ星の情報機関PCIAのものだと語る。実は、パピはピリカ星から亡命してきた大統領だったのだ。パピを守ることを約束するドラえもんたちだが、しずかを人質に取られた上、ドラえもんたちが「スモールライト」で小さくなっている間にスモールライトを奪われてしまう。ドラえもんたちに迷惑をかけまいと、パピはしずかの身柄と引き換えに自ら投降し、PCIA長官ドラコルルの手に落ちてしまう。
ドラえもんたちは、密使としてパピより一足遅く地球に着いたパピの愛犬ロコロコの手引きの下、パピが乗ってきた宇宙船に乗り込んでピリカ星へ向かい、星の輪を形作る無数の小衛星のうちのひとつにある対ギルモア抵抗組織「自由同盟」本部に招かれる。そこで元ピリカ国大臣で現在は自由同盟盟主のゲンブは、パピがピリカ星のPCIA本部に囚われていること、ギルモアが皇帝となる戴冠式が行われる明後日に処刑が執り行われる見込みであることを語る。ドラえもんたちは地下組織との連絡役を志願。ゲンブはよその星の人間を危険にさらせないとためらうが、俺たちに任せてくれとのジャイアンの言葉をきき頭を下げて協力を乞う。スネ夫はラジコン戦車の整備を行っていた際に小さな謎の機械がラジコン本体にくっついていたことに気づくも、それが敵が仕込んだ発信機であることを見抜けず、本部の場所がギルモアたちに知られてしまう。
ドラえもん、のび太、ジャイアン、ロコロコはスネ夫が整備したラジコン戦車で出発し、しずかとスネ夫は同盟本部に残る。ラジコン戦車を自由落下させ流星を装ってピリカ星へ侵入したドラえもん一行は、「ドンブラ粉」で地中に戦車を沈めて隠す。「かたづけラッカー」で姿を隠して地下組織をめざすが、近くまで移動したところできき目が切れ、姿があらわになってしまう。慌ててビルの陰に退避したドラえもんたちは、高速で走れるようになる道具「チータローション」を使ってアジトの入口に辿り着き、地下組織のメンバーとの接触に成功する。しかし道具のきき目が切れて疲れ果てたのび太が遅れたために町中に仕掛けられた監視装置に捉えられてアジトの居場所をつきとめられ、包囲された末に捕まってしまう。 
同じ頃、同盟本部には何百何千の無人戦闘艇が迫っており1時間後に到着見込みとの情報が入る。怯えて泣きわめくスネ夫を残し、しずかはせめてもの抵抗を示そうとひとりラジコン戦車に乗り込み宇宙空間へと出発する。不安を乗り越えて追いかけてきたスネ夫のラジコン戦車と合流し、無人戦闘艇との戦闘を開始。ラジコン戦車の超強化プラスチックによる装甲が高い耐久性を持っていることに気づいたことで勢いづき、同盟の仲間たちとの協力も得て無人戦闘艇を全滅させる。
ドラコルルは、ドラえもんたちが地中に沈めた戦車を発見し、技術者に分解させて電波による無線操縦で動いていることを突き止める。夜明け前、スネ夫としずかはラジコン戦車でピリカ星に向かうが、アンテナをねらい撃ちされ墜落。海に落ち、浸水によって戦車の中が水没する中、突如、しずかの体が巨大化する。
日が昇り、ドラえもんたちはパピとともに処刑場の柱に並んで縛られ、処刑開始が告げられる。執行を遮るロコロコの長いおしゃべりが遮られ、ついに処刑の時がやってくる。皆に銃口が向けられたとき、ドラコルルの部下が駆け込んできて2人の地球人が巨人になって現れたと慌てた様子で報告する。それを聞いたドラえもんはスモールライトの効果が切れたことによって元の大きさに戻ったのだと気づき、ほどなくしてドラえもんたちも元の大きさに戻っていく。のび太たちとしずかたちは再会し、圧倒的体格差からくる力の差でギルモア将軍の軍勢を蹴散らしていく。一斉に奮起したピリカ国民の手によってギルモアは失脚し、パピは感謝の念と共にまた遊びにきてと告げてドラえもんたちと別れる。
帰りのロケットの中。いつもチビチビといわれているスネ夫が一生懸命「また遊びに行こうよ」と言うのを聞き、皆は笑うのだった。

## 舞台
ピリカ星
地球人の指ほどの大きさしかない小さな人間が住む星。惑星の周囲には、土星の環のような形の小衛星帯が存在する。小さいながらも、豊かな資源に満ちている。科学技術は地球よりも発達しており、恒星間航行も確立している。年齢よりも実力を重視する社会で、高度な学習システムが発達しているため、8歳で大学を卒業したりパピのように10歳前後で大統領に就任することもできる。首都はピリポリスで、人口は約1000万人。また、この地下には古い（1000年くらい前と劇場版では言われていた）下水道が張り巡らされ、ギルモアの独裁政治に抵抗するため組織された自由同盟が連絡用の通路として利用している。ロコロコによると、この下水道には「ネコ」がたくさんいるとのことだが、ピリカの「ネコ」とは地球でいうネズミである。

## ゲストキャラクター
パピ
声 - 潘恵子
ピリカ星の大統領。本人曰く、地球人でいえばのび太たちと同年代。8歳で大学を卒業したが、ピリカ星では珍しいことではないため特に鼻にかけることもなく、驚くのび太たちにたいしたことじゃないと答えている。常に礼儀正しく冷静で、責任感が強い性格。しかし、その責任感の強さ故に自責の念に駆られる場面も描かれている。
ギルモア将軍のクーデターに遭い、本人は徹底抗戦を望むが、側近らの強引な手引きによりロケットで惑星外へ亡命。漂流の末にたどり着いた地球でのび太たちと出会う。すぐに打ち解け仲良くなるものの、彼を追って地球までやって来たギルモアの側近・ドラコルルの手でしずかを人質にされ、彼はしずかの解放と引き換えに自ら囚われの身となった。しかし、捕まってもなお指導者としての誇りを失うことはなく、死刑が決まった法廷や処刑直前でも自分の主張を堂々と述べる。処刑場で絶命しかけるも、尻を盾にしたのび太により救出され、大統領の座に復帰することができた。ドラえもんの「ほんやくコンニャク」と同じ効果を持つ「ほんやくゼリー」により、地球人とも会話できる。右腕をかざすポーズをとることにより、ネコを操る場面が描かれている。のび太の両親と食卓を共にし、素性を語る場面がある（漫画のみ。大長編シリーズのゲストキャラクターがのび太の両親に素性を語る例は、藤本存命中の作品では唯一）。
ロコロコ
声 - 三ツ矢雄二
言葉を話すパピの愛犬。パピへの密使として密かに地球へ派遣されるもあと一歩というところで再会かなわず、囚われの身となったパピの救出を決意したドラえもん達をピリカ星へ案内する役目を担った。地球の犬の前足に当たる部分がないが、大きな耳が前足（手）の役割をしており、この耳を羽ばたかせて空を飛ぶことができる他、ロケットの操縦も行うことができる。また、耳で全身を覆って豆粒の様な姿に擬態することも可能。ドラえもん達もあきれるほどの大変なお喋り好きだが、本人（犬）にはその自覚は全くなく、自分では“無口”だと言っている。その度を過ぎたお喋り好きが原因で1度は味方の危機を招いたが（この時だけは自分のお喋り好きを反省した）、処刑場の場面では逆にそのお喋り好きが役に立って味方の危機を救うこととなった。この時に敵のギルモア将軍も「きりがないではないか」と業を煮やしている（映画ではドラコルルも「全くよくしゃべる犬だ」とあきれている）。
『のび太のワンニャン時空伝』では、ロコロコをモデルにした乗り物が登場する。
ゲンブ
声 - 金井大
ピリカ星の元・治安大臣。パピをピリカ星から脱出させた後、反政府団体の自由同盟を組織し、ギルモアへの反撃の機会を狙っている。ロコロコによると、趣味は飲酒とカラオケ（映画版では歌は下手という設定が追加）で、「気が若く髭は黒く染めている」とのこと。ロコロコのお喋りを一時的に中断させる方法を知っている人物でもある。
ギルモア
声 - 八名信夫
将軍であり、クーデターによりピリカ星を支配した独裁者。およそ80万人とも言われる大規模な軍隊を率いて武力による恐怖政治を展開し、大統領であったパピの命を奪って自ら皇帝に君臨しようと企てる。自らが作った情報機関・PCIA（ピシア）により、パピや自由同盟など自分に反対する者を根絶やしにしようとする。一方で、自分の不人気ぶりは十分に承知しており、反乱の発生を恐れて自分の部下たちさえも信用していない。街の中には監視装置を兼ねた自分の肖像画を多数設置しており、ピリカ星全体を絶えず厳重な監視下に置いている。元の大きさに戻ったドラえもん達の活躍で追い詰められ、部下たちを見捨てロボット運転手と共にエアカーで空港へ向かう途中で国民たちにエアカーを走行不能にされる。国民たちから追いかけらるコマが最後の出演となった。
映画では、壊しても意味がないタクシーロボットを感情に任せて破壊するという直情的で癇癪持ちな面が描かれている。
ドラコルル
声 - 屋良有作
ギルモアの側近で、情報機関・PCIA（ピシア）の長官を務めている。クジラ型の戦闘艦に乗って地球に侵入し、パピを捕らえてピリカ星へ連行した。スモールライトの機能を理解した上で持ち去る、破壊されると発信器を周辺物体にばらまくよう細工した無人戦闘艇を利用して自由同盟の衛星基地を突き止める、ドラえもん達のラジコン戦車の構造を解析してラジコン特有の弱点（操作命令の信号を受ける受信機のアンテナ）を見つけた上でスネ夫としずかの操縦するラジコン戦車を撃ち落とすなど、知的かつ有能な策略家。地球でもピリカ星でも、ことごとくドラえもん達の先手を取って窮地に追い込んだが、最後は元の大きさに戻ったジャイアンの活躍で戦闘艦を海に落とされ、ジャイアンにつまみあげられる形で捕まえられる。「悪魔のように悪ぢえが働きなさけようしゃのない男」とパピから評されている。パピとの取引の際は「きみが一度でも約束を守ったことがあるか」と問われドラコルル本人は「いわれてみればそのとおり」と認めている。その一方で、部下の適切なアイディアや意見を即座に採用する度量もあり、部下達も彼の指揮には忠実かつ積極的に従っている。ギルモアに対しては忠実な態度を取っているが、部下を信用しないギルモアを「自分の人気のなさをよく知ってらっしゃる」と皮肉る場面がある。
ドラえもんとのび太をはじめて見た際、「この二人はほっときましょう」「見るからにまぬけな顔をしている」と評した部下に対し、「だまれ! 調査に手抜きがあってはならん」と叱責する場面が描かれている（映画では「ほっといていいだろう」と見過ごしている）。
サングラスをかけた上に軍帽を被り、軍服を着ている（映画ではヘルメットを被り、その前面にサングラスを付け、漫画とは異なるデザインの軍服を着ている）。
漫画では顔は顎がない寸胴形で描かれることが多いが、映画では顎が描かれている。
映画ではやや間抜けな性格で描かれている。
部下
声 - 中尾隆聖 他
自由同盟の同志・ギルモアに抵抗する国民たち
声 - 塩屋翼・加藤正之・佐藤正治・速水奨・島田敏・菅原淳一
ネコ
声 - 潘恵子
パピを襲おうとしたところ、能力によって操られ、しずか救出の重要な役割を果たす。漫画の短編に登場する「のらねこのクロ」と似ているが、本作の漫画内には名称は登場せず、素性は不明。

## 用語
ピリカ星人
ピリカ星の住人。体の大きさは地球人の指ぐらいしかなく、髭は生えるが頭髪はない。人間の耳にあたる所に触角の様な角が生えている。また、手や足に指はないが、それでも自由に物をつかむことができる。
自由同盟
ギルモア将軍の独裁に反対する抵抗運動組織。ピリカ星および、その周りの小衛星の密集地帯（土星の環状）に基地がある。盟主は衛星基地にいるゲンブ。小衛星には11機の戦闘機が配備されている。衛星基地の隊員は103人、ピリカ星の隊員は519人。対するギルモアの軍隊は約80万人で、戦力差は圧倒的に不利だったが、ドラえもん達の協力と、彼らの活躍に勇気付けられて立ち上がったピリカ市民たちの一斉蜂起により、ギルモア率いるPCIAに勝利する（映画では、もとに戻ったドラえもんたちに戦闘機で援軍に駆けつけた）。
PCIA（ピシア）
ギルモア将軍が作った情報機関。将軍に反対する者をあらゆる手段で消していくおそるべき集団。マッコウクジラのような形の戦闘艦や、シャチのような形の無人戦闘艇などの兵器を所有している。その他、カジキのような形の戦闘ヘリコプターもあり（PCIA所有かどうかは不明）、ギルモアが掌握している軍隊の合計は約80万人と言われる。

## 映画

### 声の出演
- ドラえもん - 大山のぶ代
- のび太 - 小原乃梨子
- しずか - 野村道子
- ジャイアン - たてかべ和也
- スネ夫 - 肝付兼太
- のび太のママ - 千々松幸子
- 出木杉[注 10] - 白川澄子
- しずかのママ - 松原雅子

### スタッフ
| 原作・脚本         | 藤子不二雄 |
| レイアウト         | 本多敏行 |
| 作画監督           | 富永貞義 |
| 美術設定・デザイン | 工藤剛一 |
| 美術監督           | 川本征平 |
| 録音監督           | 浦上靖夫 |
| 撮影監督           | 斉藤秋男 |
| 特殊撮影           | 原真吾 |
| 音楽               | 菊池俊輔 |
| 監修               | 楠部大吉郎 |
| プロデューサー     | 別紙壮一 小泉美明 木村純一 波多野正美 |
| 監督・絵コンテ     | 芝山努 |
| 演出助手           | 安藤敏彦 原恵一 |
| 動画チェック       | 石井文子 西岡哲夫 |
| 色設計             | 野中幸子 |
| 仕上監査           | 片川喜好 代田千秋 |
| 効果               | 柏原満 |
| 特殊効果           | 土井通明 |
| 整音               | 中戸川次男 |
| スタジオ           | A.P.Uスタジオ |
| オープニング作画   | 中村英一 |
| 原画               | 飯山嘉昌、大塚正実、大武正枝、池ノ谷安夫、東海林真一、若松孝思、末吉裕一郎、柳田義明、神村幸子、宮本英子、川越ジュン、荒川真嗣、あべじゅん子、原完治、木上益治、みのわみえこ、奈須川充、小林一三、鈴木信一、田村吉章、窪田正史 |
| 動画               | 小林正義、渡辺裕子、原佳寿美、湖山禎崇、隅田恵美子、徳田益男、堤規至、筒井雅夫、内藤真一、宗崎暢芳、伊藤治美、大橋幸子、入江康智、伊藤一男、間々田益男、大久保修、中川政浩、山本勝也、高野亜子、小松ひな子、川橋佳江、菖蒲隆彦、村山純一、金子道子、岩崎陽子、山田智子、後藤知明、渡辺理恵、内原ひろみ、土屋里香、川島郁子、駒村美穂子、山下真樹子、原田慈子、寺田千久紗、清水一代、馬渡久史、駒場浩、岸祐弥、平井ちあき、去来川朱美、木村文代、鈴木みちあき、数井浩子、窪田真子、中村孝一郎、島田和義 |
| 仕上               | 緒方澄子、有澤貴子、長谷川悦子、松木優子、田中幸子、実川佳江、山須イツ子、鈴木安子、佐藤京子、松尾朱美、田中陽子、佐藤知子、遠藤剛彦、菅谷昌代、小泉純子、新村悦枝、大野敏子、萩野優、植田志奈子、山崎剛、野口稔、豊永真一、小森靖彦、諸沢千恵子、村瀬幸司、村越清子、米村貞子、福山民子、武田喜久子、村田由美子、斉藤洋子、金沢由美子、奥野孝一、須藤彰子、西川裕子、土居麻奈美、内田かおる、栗原きよみ、村瀬園美、江黒一美                                                                           |
| 背景               | 川井憲、高野正道、石橋修一、藤井美千代、福田和矢、伊藤攻洋、笠原淳一、山家昌則 |
| 撮影               | 酒井幸徳、高橋秀子、伊藤修一、坂東昭雄、角原幸枝、尾崎美季、木下則正、高橋明彦 |
| エリ合成           | 平田隆文 古宮慶多 |
| スリット・スキャン | 渡辺由利夫 |
| 編集               | 井上和夫 |
| 現像               | 東京現像所 |
| 連載               | 小学館の学習雑誌 マミー ベビーブック めばえ よいこ 幼稚園 小学一年生 小学二年生 小学三年生 小学四年生 小学五年生 小学六年生 コロコロコミック 別冊コロコロコミック てれびくん |
| 協力               | オーディオ・プランニングユー アトリエ・ローク 旭プロダクション 東京アニメーションフイルム トミプロダクション 亜細亜堂 スタジオメイツ 風プロダクション あにまる屋 スタジオ イルカ スタジオ 古留美 スタジオ タージ スタジオ ディーン シャフト スタジオ九魔 イージーワールド・プロダクション 井上編集室 |
| 文芸               | 水出弘一 |
| 制作進行           | 小倉久美 神田高秀 伊坂武則 星野匡章 |
| 制作デスク         | 田中敦 |
| 制作担当           | 田村正司 山田俊秀 |
| 制作協力           | 藤子スタジオ 旭通信社 |
| 制作               | シンエイ動画 小学館 テレビ朝日 |
|                    | © 藤子・小学館・テレビ朝日 |

### 主題歌
オープニングテーマ「ドラえもんのうた」
作詞 - 楠部工 / 補作詞 - はばすすむ / 作曲 - 菊池俊輔 / 歌 - 大杉久美子（コロムビアレコード） / セリフ - 大山のぶ代（ドラえもん）
オープニングは、複数の洋画のオマージュで構成される。
オープニング前の掛け声にはMGMのオープニングロゴを模した「レオ・ザ・ジャイアン」が登場する。
「未知との遭遇」のUFOをかぶったしずかが山の陰から現れる。
「スター・ウォーズ」に登場するR2-D2とC-3POにそっくりのロボットキャラとドラえもんとのび太が一緒に歩き、そのバックにはミレニアムファルコン号らしき宇宙船も写っている。
「フランケンシュタイン」の博士に扮したスネ夫が、フランケンシュタインの怪物に扮したジャイアンを起動させる。
「スーパーマン」のスーパーマンに扮したのび太が、しずかを抱えて空を飛ぶ。
「キングコング」のキングコングのように、ジャイアンがエンパイア・ステート・ビルディングの上で飛行機を叩き落そうとする。
「E.T.」の自転車が飛ぶシーン同様、ドラえもん・のび太・しずか・ジャイアン・スネ夫が乗った自転車が月をバックに空を飛ぶ。
エンディングテーマ「少年期」
作詞 - 武田鉄矢 / 作曲 - 佐孝康夫 / 編曲 - 桜庭伸幸 / 歌 - 武田鉄矢（ポリドールレコード）
漫画、映画共に地球への帰途にてスネ夫が「（ピリカ星に）また遊びに行こう」と言う場面で終わるが、映画ではスタッフロールの背景で実際にドラえもん達がピリカ星に遊びに行った後日談が描かれている。
1985年9月30日に『月曜スペシャル90』で地上波放送されたバージョンでは、後日談の部分がカットされ、映画のハイライトシーンをバックに出演声優、スタッフをテロップで出す形式に変更された。

### ショートアニメ
1985年の劇場公開時には、作品の冒頭にドラえもんとのび太が出演するショートアニメが上映され、入場者プレゼントの「ともだちカード」についての紹介が行われた（前年度の『ドラえもん のび太の魔界大冒険』でも同様の主旨のアニメが上映された）。ビデオ・DVD版には未収録。

### 評価
本佐生のリメイク映画『映画ドラえもん のび太の宇宙小戦争 2021』の脚本を手掛けた佐藤大は、本作が不完全な作品ではないとしたうえで、パピのキャラクター性は連載当時の宇宙人像を反映していると指摘し、具体的には1982年に公開された映画『E.T.』をより拡張した感じだと東洋経済オンラインとのインタビューの中で話している。また、佐藤はピリカ星の国民たちが自らギルモアを追い詰める過程がかなり簡略化されている点についても触れ、連載ページ数の都合だろうと推測している。
その一方で、佐藤は本作の物語は普遍的であり、例えば「反乱軍の親玉の戴冠式において、亡命してきた大統領を母国に連れ戻し、国民の前で反乱軍の政治的正当性を認めさせる」という構図は、ジョージ・オーウェルの『1984年』で描かれたディストピアを思わせると述べている。

### リバイバル上映
本アニメ映画は、2021年11月23日から12月2日にかけて期間限定でリバイバル上映された。